# 가족 (1984년 드라마)
《가족》은 1984년 9월 10일부터 1985년 9월 13일까지 방영된 한국방송공사 2TV 일일연속극이며, 최인호 작가의 소설을 원작으로 했다. 툭하면 집안싸움이라 보기에 민망하다는 지적을 샀다.

## 등장 인물
- 한진희
- 유지인
- 김창숙
- 송재호
- 신구
- 여운계
- 박주아
- 장항선
- 연규진
- 허진